# Ipixuna do Pará
Ipixuna do Pará este un oraș în Pará (PA), Brazilia.